# Sydney Vernon Petersen
Sydney Vernon Petersen, född 22 juni 1914 i Riversdale i nuvarande Västra Kapprovinsen, Sydafrika, död 30 oktober 1987 i Germiston, var en sydafrikansk, afrikaansspråkig författare. I romaner som As die son ondergaan (1945) och diktsamlingar som Die kinders van Kain (1960) behandlar han de problem som hans eget folk av blandad härkomst hade att kämpa med i Sydafrika.